# La Concorde
Pour les articles homonymes, voir Concorde.
La Concorde est l'hymne national du Gabon depuis 1960. Il a été écrit et composé par Georges Aleka Damas.

## Paroles

### Texte officiel en français
Refrain :

Uni dans la Concorde et la fraternité

Éveille toi Gabon, une aurore se lève,

Encourage l'ardeur qui vibre et nous soulève !

C'est enfin notre essor vers la félicité.

C'est enfin notre essor vers la félicité.

Éblouissant et fier, le jour sublime monte

Pourchassant à jamais l'injustice et la honte.

Qu'il monte, monte encore et calme nos alarmes,

Qu'il prône la vertu et repousse les armes.

Refrain

Oui que le temps heureux rêvé par nos ancêtres

Arrive enfin chez nous, réjouisse les êtres,

Et chasse les sorciers, ces perfides trompeurs.

Qui sèment le poison et répandent la peur.

Refrain

Afin qu'aux yeux du monde et des nations amies

Le Gabon immortel reste digne d'envie,

Oublions nos querelles, ensemble bâtissons 

L'édifice nouveau auquel tous nous rêvons.

Refrain

Des bords de l'Océan au cœur de la forêt,

Demeurons vigilants, sans faiblesse et sans haine !

Autour de ce drapeau, qui vers l'honneur nous mène,

Saluons la Patrie et chantons sans arrêt 

Refrain

### Paroles enisangu
Refrain :

Bootsu, budughe, ghu ghyèèndze, ne bumvile

Rambughe Ngabu, magyéélu me metsaange, 

Sighe piindzu I ghwène tsukume, ne utélighe batu !

Dine re Dimakulu dyéétu.

Ghu bufumu ne bumuumbe.

Yalele ne Nyému, wisi wumeghi

Wupundzi di mubu, ighughume ne tsonyi

Wughi wukoondi ughi, wurumbimisi bekyère béétu,

Wusangimisi menyi, wukungighi bilwaani.

Refrain